# Musei civici di arte e storia di Brescia
I Musei civici d'arte e storia di Brescia sono un sistema museale che comprende nella sua interezza i musei, le istituzioni culturali e l'eredità storica e culturale della città.

## Organizzazione e sedi museali

### Pinacoteca Tosio Martinengo

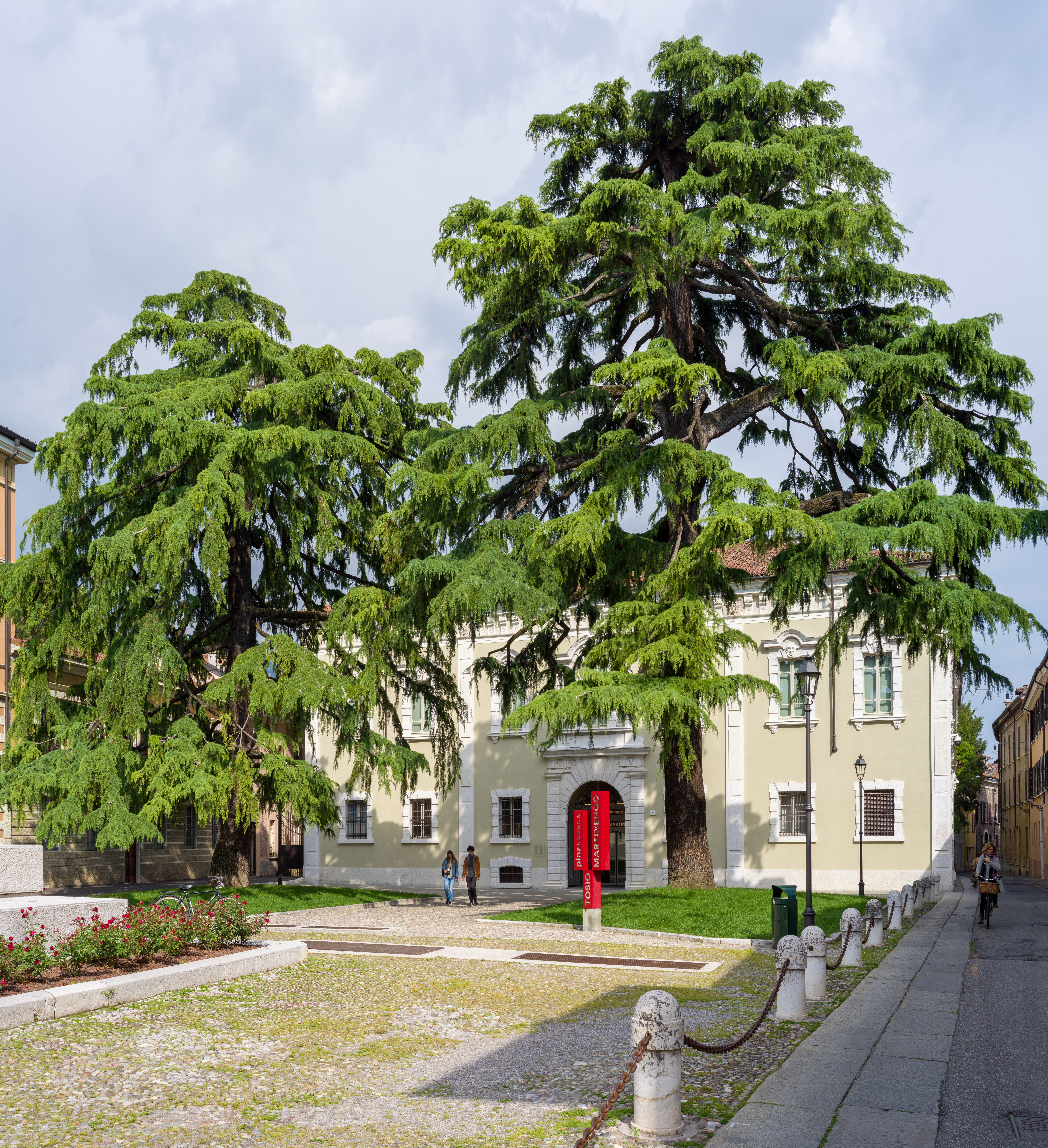
La sede della pinacoteca Tosio-Martinengo

Situata nel seicentesco palazzo Martinengo da Barco, al termine di via Moretto, ospita la maggiore collezione di opere artistiche della città, dai protagonisti del Rinascimento bergamasco e bresciano alle opere pienamente romantiche dell'Ottocento; è frutto dei lasciti testamentari del conte bresciano Paolo Tosio e di Leopardo Martinengo, da cui poi il nome "Tosio-Martinengo".
Tra le sue collezioni vi sono opere di Raffaello Sanzio,  Francesco Filippini,  del Romanino, del Moretto, di Girolamo Savoldo, di Lorenzo Lotto e del Pitocchetto, oltre che di Hayez e Canova.

### Museo di Santa Giulia, museo della città

Il complesso di santa Giulia in una panoramica

Allestito nel complesso monastico di Santa Giulia di età longobarda, fondato appunto nel 753 da re Desiderio e sua moglie Ansa, è definito appunto come "museo della città"; accoglie infatti una mole enorme di reperti archeologici e testimonianze storiche che delineano la storia di Brescia, dall'età preistorica fino a quella comunale e rinascimentale. Il museo, in concomitanza al complesso monumentale di età romana di piazza del Foro, è stato nominato nel 2011 patrimonio dell'umanità all'UNESCO.
Il complesso, di oltre 14.000 metri quadrati di superficie complessiva, ospita al suo interno la longobarda basilica di San Salvatore, oltre che la chiesa di Santa Maria in Solario, la chiesa di Santa Giulia, le domus dell'Ortaglia di età romana e il rinascimentale coro delle monache.

### Museo delle armi Luigi Marzoli
Il Museo della città situato presso il monastero di Santa Giulia, colleziona testimonianze storiche, archeologiche oltre che artistiche assume. La Pinacoteca Tosio Martinengo, presso Santa Giulia, colleziona opere uniche di maestri italiani e stranieri. L'area archeologica del Capitolium concentra i principali edifici religiosi della città antica. Il Museo del Risorgimento illustra l'importante contributo della Città alla storia dell'unità d'Italia. Il Museo delle Armi testimonia l'importante ruolo delle antiche officine in tale produzione.